# Delta Force: Task Force Dagger
Delta Force: Task Force Dagger là tựa game bắn súng góc nhìn người thứ nhất được phát triển bởi Zombie Studios và được phát hành bởi NovaLogic. Đây là bản mở rộng độc lập cho Delta Force: Land Warrior. Trò chơi lấy bối cảnh ở Afghanistan vào năm 2002. Do vậy, đây là tựa game đầu tiên trong sê-ri lấy bối cảnh trong một cuộc xung đột trong thế giới thực.

## Lối chơi
Task Force Dagger dựa trên cùng một engine với tựa game Delta Force trước đó, Land Warrior, và giữ lại tất cả cơ chế chơi của nó. Sự khác biệt lớn nhất là người chơi hiện có thể chọn điều khiển một nhân vật từ một trong mười đơn vị biệt đội có sẵn, bao gồm SEAL Team Six, Green Beret và Special Air Service. Tất cả những đội này đều có những ưu và nhược điểm riêng, chẳng hạn như một số đặc nhiệm là những tay súng bắn tỉa đáng gờm trong khi những người khác có thể chịu lượng sát thương lớn hơn. Tuy nhiên, về mặt cơ học các phe phái này giống hệt với Lực lượng Delta có thể chơi được trong Land Warrior. Không giống như các phiên bản tiền nhiệm, Task Force Dagger thường gửi người chơi làm nhiệm vụ một mình mà không có bất kỳ sự hỗ trợ nào từ những người lính thiện chiến do AI điều khiển.
Giống như tất cả các tựa game Delta Force trước đó, Task Force Dagger tập trung nhiều hơn vào chủ nghĩa hiện thực hơn là thông thường trong thể loại bắn súng góc nhìn thứ nhất. Hầu hết các màn chơi đều diễn ra trong môi trường ngoài trời rộng lớn với cự ly chiến đấu lên đến vài trăm mét, và phải tính đến đường đạn khi nhắm vào các mục tiêu ở xa. Điển hình cho dòng game này là các nhân vật thường chết vì một phát bắn. Giống như Land Warrior, Task Force Dagger cũng nổi bật với tính năng chiến đấu trong các đường hầm hẹp.
Như trước đây, các nhiệm vụ tương đối mở, chỉ yêu cầu người chơi hoàn thành các mục tiêu cụ thể trong khi cho phép anh ta di chuyển tự do trên bản đồ. Các mục tiêu thường liên quan đến việc loại bỏ tất cả sự hiện diện của thù địch trong một khu vực hoặc phá hủy các thiết bị quân sự như bệ phóng SCUD và kho đạn. Trước mỗi nhiệm vụ, người chơi có thể tùy chỉnh lượng vũ khí của mình nhưng sau đó có thể thay thế vũ khí bằng vũ khí do nhân vật bị giết hoặc tiếp cận kho vũ khí để trang bị lại cho mình khi thực hiện nhiệm vụ.
Ngoài ra, game còn sở hữu bộ công cụ tạo màn Mission Editor cho phép người chơi tạo bản đồ chơi đơn hoặc nhiều người chơi của riêng mình cho những người dùng khác cùng chơi.

## Đón nhận
Delta Force: Task Force Dagger nhận được nhiều đánh giá "trái chiều" theo trang web tổng hợp kết quả đánh giá trò chơi điện tử Metacritic.